# Alexis Raynaud
Alexis Raynaud (19 de agosto de 1994) é um atirador esportivo francês, medalhista olímpico.

## Carreira

### Rio 2016
Alexis Raynaud representou a França nas Olimpíadas de 2016, na qual conquistou a medalha de bronze, na Carabina em 3 posições.